# Pogovorni izraz
Pogôvorni izràz je prvina pogovornega jezika, ki se govori in manj piše. Uporabimo ga takrat, ko govorimo brez vnaprej pripravljenega besedila.

## Značilnosti
Nekatere značilnosti pogovornih izrazov:
- spremembe v glasovju, zlasti izpad samoglasnikov, npr.:
  - uporaba kratkega nedoločnika (delat = delati, peč = peči, igrat = igrati ...)
  - množinska oblika deležnika na -l (smo delal = smo delali ...)
  - izgovor l namesto lj (kluč = ključ, zaljublen = zaljubljen, Lublana = Ljubljana, živlenje = življenje ...)
- spremembe v naglasu
- uporaba pogovornih oblik določenih besed, npr. jejo namesto jedo, vejo namesto vedo
- uporaba določenih besed, ki niso zborne, npr.:
  - ja namesto da
  - brigati se namesto skrbeti za kaj
  - štekati namesto razumeti
  - folk namesto ljudje
  - faks namesto fakulteta
  - lajf namesto življenje